# Charles Noel, 3. Earl of Gainsborough
Charles William Francis Noel, 3. Earl of Gainsborough (* 20. Oktober 1850; † 17. April 1926) war ein britischer Politiker und Adeliger, der 1881 den Titel als Earl of Gainsborough erbte und dadurch Mitglied des House of Lords wurde, dem er bis zu seinem Tod 1926 angehörte.

## Leben
Noel war der älteste Sohn von Charles Noel, 2. Earl of Gainsborough und dessen Ehefrau Ida Harriet Augusta Hay, einer Tochter von William Hay, 18. Earl of Erroll und Elizabeth FitzClarence. Er trat in den Militärdienst ein und war zuletzt Lieutenant im Kavallerieregiment 10th Royal Hussars.
Nach dem Tode seines Vaters erbte er von diesem am 13. August 1881 den Titel als 3. Earl of Gainsborough, in the County of Lincoln sowie die damit verbundenen nachgeordneten Titel als 3. Viscount Campden, of Campden in the County of Gloucester, 5. Baron Barham, of Barton Court and Teston in the County of Kent, 3. Baron Noel, of Ridlington in the County of Rutland sowie 5. Baronet Middleton, of Barham Court and Teston, in the County of Kent. Dadurch wurde er auch Mitglied des House of Lords, dem er bis zu seinem Tod am 17. April 1926 angehörte. Zeitweilig fungierte er auch als Friedensrichter (Justice of the Peace) von Worcestershire, Gloucestershire und Rutland. Darüber hinaus war er zeitweise Deputy Lieutenant (DL) von Rutland.
Charles Noel war zwei Mal verheiratet. Aus seiner ersten Ehe mit Augusta Mary Catherine Berkeley ging die Tochter Agnes Mary Catherine Noel hervor. Aus der zweiten, am 2. Februar 1880 geschlossenen Ehe mit Mary Elizabeth Dease gingen die zweitälteste Tochter Norah Ida Emily Noel sowie drei Söhne hervor, darunter der älteste Sohn Arthur Edward Joseph Noel, der nach seinem Tod den Titel als 4. Earl of Gainsborough sowie die nachgeordneten Titel erbte. Der zweitälteste Sohn Charles Hubert Francis Noel diente als Major im Gardegrenadierregiment Coldstream Guards im Ersten und im Zweiten Weltkrieg, während der dritte und jüngste Sohn Robert Edmund Thomas More Noel als Captain des 6. Bataillon des Royal Regiment of Fusiliers im aktiven Dienst in Massassi, im heutigen Tansania, 1918 ums Leben kam.